# شاپرک کوتسچی
شاپرک کوتسچی(نام علمی: Clarina kotschyi) نام یک گونه از سرده قوش‌بیدان کلارینا است.